# 日本とモンゴルの関係
日蒙関係（にちもうかんけい、モンゴル語: Монгол, Японы харилцаа、英語: Japanese-Mongolian relationship）では、日本とモンゴル国（以下では、歴史的推移を述べるため蒙古と表記する）の二国間関係について述べる。日本と蒙古は13世紀に起きた蒙古襲来により交流が始まったが、両国は20世紀後半まで正式な国交を結ぶことはなかった。

## 歴史

### モンゴル帝国の侵攻
モンゴル帝国（元朝）は高麗（現在の朝鮮半島）制圧後、皇帝クビライ（元の世祖）の意向もあり日本列島への侵攻を計画した。
クビライは1268年に複数の使節団を日本に送り込み、日本の「王」に対してモンゴル帝国に臣従することを求めた。この使節団が無視もしくは追い返されたことで、クビライは1274年10月に船900艘、兵士20,000人からなる軍隊を送り込み、対馬海峡を通って対馬へと侵攻を開始した。
この最初の侵攻となった文永の役では、対馬と壱岐を制圧して博多湾へと上陸して博多の町を焼き討ちしたが、撤退途中には日本人が後に神風と呼んだ暴風雨の影響を受けて、船団が崩壊するなど日本侵攻は散々な結果に終わった。
その後もクビライは日本侵攻をあきらめず、1281年に2回目の侵攻が行われた。2回目の侵攻では、既に襲来に備えて元寇防塁を築くなど周到な準備をしていた日本人は侵攻軍に大きな打撃を与えた。結果として、クビライは1279年に征服を完了した旧南宋の船団からなる新たな船団を組織、高麗より提供された900艘を越える軍船を従え、兵力約15万、軍船約4400艘からなる軍隊を日本へと送り込むこととなった。
高麗の船団は、旧南宋の艦隊が到着する以前の1281年5月に日本に到着し、南宋の船団を待つことなく博多で侵攻を開始したが、全くの失敗に終わった。その後弘安の役が開始された。旧南宋の船団は高麗軍の侵攻が失敗に終わった後に到着し、同じく博多に侵攻したものの日本を征服することはできなかった。全く成果を得られない中で8月15日に、文永の役と同様『神風』と呼ばれる台風が来襲、旧南宋の船団は散り散りになり、日本侵攻は失敗に終わった。
元寇後も日元貿易が継続していたが、元が明によって中国本土から追われると、両者の関係は途絶えることになる。

### 20世紀前半
日本が日清戦争に勝利し、20世紀初頭に世界の一新興勢力となったことがきっかけとなって数世紀に渡りモンゴルを支配下においてきた清が崩壊し（辛亥革命）、1911年に外蒙古独立（詳細はモンゴルの歴史を参照）が起きると、ボグド・ハーンによるモンゴルのボグド・ハーン政権は世界の様々な国に公式の国交樹立を求めて内務大臣を含む使節団を派遣した。日本もこの中に含まれており、1913年にダーラム・ツェレンチメドを日本へと派遣、トグス・オチリン・ナムナンスレンに大正天皇に対する国書を持たせたものの、いずれも失敗に終わった。やがて、1921年のモンゴル革命によってボグド・ハーン政権はソビエト連邦の影響下に置かれ、1924年には社会主義国家として外モンゴルにモンゴル人民共和国が建国された。一方、中華民国領土に留められた内モンゴルは日中戦争中には日本の占領下に置かれ、蒙古聯盟自治政府や蒙古聯合自治政府が設置された。また後に内モンゴル自治区東部となった東モンゴル地域（興安省）は日本支配下の満州国に組み入れられ、モンゴル族は五族協和 (満州国)で挙げられる一民族となった。1939年のノモンハン事件と1945年のソ連対日参戦では、ソ連赤軍と連携したモンゴル人民軍（ザバイカル戦線）が日本軍（関東軍、駐蒙軍）と元寇以来の戦火を交え、モンゴルは内モンゴル東部から西部までほぼ占領して戦勝国となる。満州国のモンゴル族代表だったボヤンマンダフ、ジョンジュルジャブ、カンジュルジャブ兄弟は関東軍に従わずソ蒙連合軍に投降し、蒙古聯合自治政府のデムチュクドンロブ（徳王）と李守信は中国の北京で駐蒙軍と離れ後にモンゴル人民共和国に逃れることとなった。日本の敗戦後にソ連に抑留された旧日本軍将兵には、モンゴル人民共和国で労役を課せられた者もいた。邦人の引き揚げが成功した内モンゴルに残留日本人は殆どなかった上に、内モンゴルを支配した中華人民共和国が当時日本と国交を結ばなかったことで日本と内モンゴルの関係も途絶えた（日本と中華人民共和国の国交樹立は1972年）。

### 20世紀後半
第二次世界大戦以降、日本との関係は没交渉となったが、1961年にモンゴルが国際連合に加入した際に事実上国家としての承認を行った。1972年2月19日、双方で「外交関係の設定と大使級の外交代表の交換に合意した」とする共同コミュニケが発表され、同月中に国交が開かれた。1977年の経済協力協定においてノモンハン事件の対日賠償請求を取り下げさせるために50億円を日本が無償贈与し、ウランバートルにカシミア工場がつくられた。日本人抑留者の問題に象徴されるように1989年のモンゴル民主化運動まで冷戦の影響を引き摺っていたが、宇野宗佑外務大臣（当時）が1989年4月にモンゴルを要人として初訪問、1990年3月にドゥマーギーン・ソドノム首相による日本初訪問に続いて、1991年8月に海部俊樹首相が公式訪問することとなった。これは非東側諸国地域の首相初のモンゴル訪問となった。

### 21世紀

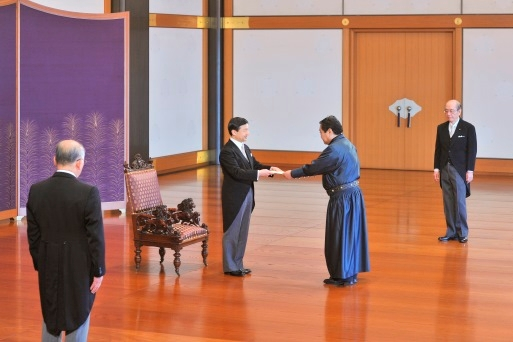
2012年、国事行為臨時代行の皇太子徳仁に信任状を捧呈する駐日モンゴル国特命全権大使ソドブジャムツ・フレルバータル

2004年11月に在モンゴル日本国大使館が実施した世論調査では、「日本に親しみを感じる」と答えた回答が7割を超えたほか、「もっとも親しくすべき国」として第1位になるなど、現在のモンゴルはきわめて良好な対日感情を有する国となっている。
2007年にはナンバリーン・エンフバヤル大統領の招待により皇太子徳仁親王（現・今上天皇）がモンゴルを初訪問している。
東北地方太平洋沖地震（東日本大震災）に対する支援として、モンゴルは国家公務員全員が給与1日分を寄付した。モンゴルの日本大使館には、孤児院から義援金が寄せられ、8歳~18歳の孤児約40人が政府支給の生活保護金1カ月分（約1250円）を寄付した。大使は固辞したが、校長は「生徒たちの強い希望だから、ぜひ受け取ってほしい」と再度申し出た。
モンゴルでは1990年代以降、母国の産業発展に貢献しようと多くの若者が日本の高等専門学校に留学した。その中には、仙台電波工業高等専門学校を卒業し、文部科学省 (モンゴル)大臣になったロブサンニャム・ガントゥムルなどもいる。その様なことからモンゴルで日本の高等専門学校教育を導入する機運が高まり、2009年には日本の高等専門学校関係者などが「モンゴルに日本式高専を創る支援の会」を設立、2014年にウランバートルにモンゴル科学技術大学付属高専、私立の新モンゴル高専、モンゴル工業技術大学付属高専が開校した。モンゴルの高等専門学校卒業生は、日本企業に就職したり、日本の高等専門学校専攻科や日本の大学に留学する人もいる。
近年、日本とモンゴルは関係強化の道筋を探っており、2008年、トゥブ県への新国際空港（チンギスハーン国際空港）建設のため、国際協力銀行は288億円 (3.85億ドル) をモンゴル政府に対して融資した。建設は2012年に開始され、2020年開港の予定だったが、2019年新型コロナウイルス感染症の流行により延期され、最終的に2021年7月4日に開港した。新空港は首都から60kmの場所に位置し、年間165万人の乗客を見込んでいる。

## 貿易
2011年時点における二国間の貿易額は以下のようになっている。日本への主要輸出品目は石炭や蛍石などの鉱物資源、繊維製品など、日本からの主要輸出品目は自動車、建設・鉱山用機械となっている。また、日本はモンゴルにとって中国、ロシア、アメリカにつぐ4番目の主要輸入相手国となっている。
- 対モンゴル輸出額:256.89億円
- 対モンゴル輸入額:14.05億円

経済協力協定が1977年に、貿易協定が1990年に、投資保護協定が2001年に結ばれたものの、日本企業の支店開設数は2012年4月時点で0社、駐在出張所が24社と少ない。しかし、投資をはじめとする経済協力を容易にするための日本・モンゴル経済連携協定（EFA）交渉が2012年6月と12月に継続して開催され、2015年1月15日署名、2016年6月7日に協定発効となった。

## 交流
2021年時点で在日モンゴル人は12,976人、在モンゴル日本人は321人となっている。

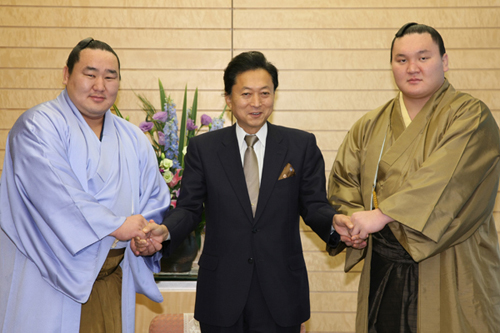
2009年、朝青龍明徳・白鵬翔と握手する内閣総理大臣鳩山由紀夫

日本の国技である相撲分野において1990年代以降元小結の旭鷲山昇・元関脇の旭天鵬勝を皮切りにモンゴル人力士が多数来日して活躍するようになり、2025年5月末までに朝青龍明徳（引退）・白鵬翔（引退）・日馬富士公平（引退）・鶴竜力三郎（引退）・照ノ富士春雄（引退）・豊昇龍智勝の6横綱を輩出している（この数字は平成になってからでは1か国・1都道府県の出身横綱として最多で、47都道府県を合わせた日本出身横綱全体の人数より多い）。なお、白鵬の父であるジグジドゥ・ムンフバトは1964年東京オリンピックにレスリング選手として出場している。
同じ日本の国技である柔道も相撲同様モンゴル国内では盛んに行われている。
ボクシングではラクバ・シンが1999年に東京で畑山隆則を破りモンゴル初の世界チャンピオンとなり、その後日本のジムに所属した時期もあった。2019年にモンゴルでボクシングコミッションが設立された際には日本も東洋太平洋ボクシング連盟（OPBF）本部国として協力。2022年にはイェスゲン・オユンツェツェグが東京でWBO女子アジア太平洋スーパーバンタム級王座を獲得している。
陸上競技ではセルオド・バトオチルが日本の実業団に所属し防府読売マラソンで3度、大阪マラソンで1度優勝、2014年の福岡国際マラソンでマラソン自己ベスト記録をマークした。
大阪で開かれた2001年東アジア競技大会のバスケットボールではツェレンジャンカラ・シャラブジャムツが得点王となった。
2021年よりサッカーモンゴル国代表監督に間瀬秀一が就任している。

## 外交使節

### 駐日モンゴル大使
1. ニャミーン・ルヴサンチュルテム（モスクワ常駐[17]、1972～1974年、信任状捧呈は6月23日[18]）
2. ソノムドルジーン・ダンバダルジャー（モンゴル語版）（1974～1978年、信任状捧呈は1月31日[19]）
3. デンゼンギーン・ツェレンドンドブ（1978～1985年、信任状捧呈は12月18日[20]）
4. ブヤンティーン・ダシツェレン（モンゴル語版）（1985～1990年、信任状捧呈は4月15日[21]）
5. ダラミーン・ヨンドン（1990～1992年、信任状捧呈は9月4日[22]）
6. バダム＝オチリーン・ドルジンツェレン（1992～1996年、信任状捧呈は1993年2月3日[23]）
7. ソドブジャムツ・フレルバータル（1997～2001年、信任状捧呈は2月21日[24]）
8. ザンバ・バトジャルガル（2001～2005年、信任状捧呈は11月21日[25]）
  - （臨時代理大使） レンツェンドーギーン・ジグジッド（2005～2006年）
9. レンツェンドーギーン・ジグジッド（臨時代理大使と同一人物、2006～2011年、信任状捧呈は11月10日[26]）
  - （臨時代理大使）バトムンフ・ガンボルド（2011～2012年）
10. ソドブジャムツ・フレルバータル（再任、2012～2017年、信任状捧呈は3月19日[27]）
  - （臨時代理大使）ダンバダルジャー・バッチジャルガル（2017～2018年）
11. ダンバダルジャー・バッチジャルガル（臨時代理大使と同一人物、2018～2023年、信任状捧呈は10月10日[28]）
  - （臨時代理大使）アルザハグイ・デルゲルマー（2023年）
12. バンズラグチ・バヤルサイハン（2023年～、信任状捧呈は12月7日[29]）